# 大和市立文ヶ岡小学校
大和市立文ヶ岡小学校（やまとしりつ ふみがおかしょうがっこう）は、神奈川県大和市桜森にある公立小学校。

## 概要
これまで地区の児童は草柳小学校に通っていたが、草柳小学校の児童数が1000人を超えるマンモス校となり、プレハブ校舎を建てるなどの対策を採ったが、それでも教室が不足したため、地域住人の要望などで開校した。

## 沿革
- 1980年（昭和55年）
  - 4月1日 - 草柳小学校より分離独立し、市内小学校18番目の小学校として開校。なお、校名は学校所在地の旧小字名より採った。
  - 4月3日 - 開校式を挙行。
  - 5月31日 - PTA創立総会を開催し、文ヶ岡小学校PTAを発足。
  - 6月5日 - 開校記念祝賀行事を開催し、この日（6月5日）を開校記念日に制定。　　　　　
  - 11月6日 - 校章を制定。
- 1981年（昭和56年）7月21日 - プールを落成し、プール開きを実施。
- 1982年（昭和57年）2月2日 - 校歌制定発表披露会を開催。正門（東門）に校歌制定記念碑を建立。
- 1986年（昭和61年）2月8日 - 校章を制定し、披露式典を挙行。
- 1990年（平成2年）3月3日 - 創立十周年記念誌を発行。記念航空写真を撮影。
- 1991年（平成3年）12月21日 - 飲料水兼用貯水槽（災害対策用）を埋設し、学校開放用倉庫を設置。
- 1998年（平成10年）
  - 8月31日 - プレハブ教室を設置。
  - 12月1日 - パソコン教室を設置。
- 1999年（平成11年）5月12日 - 20周年記念航空写真撮影を実施。
- 2000年（平成12年）
  - 3月8日 - 20周年記念事業「記念誌」を発行。
  - 3月17日 - 校地内に児童ホームを落成。
- 2002年（平成14年）
  - 2月27日 - 空調工事を実施。
  - 9月27日 - 耐震・外装工事を実施。
- 2003年（平成15年）
  - 3月19日 - プール塗装工事を実施。
  - 4月1日 - 少人数指導を開始。
- 2005年（平成17年）4月1日 - 二学期制を試行開始。
- 2006年（平成18年）4月1日 - 二学期制を完全実施。
- 2009年（平成21年）9月19日 - 創立30周年記念運動会を開催。
- 2010年（平成22年）
  - 3月3日 - 創立30周年記念事業「記念誌」を発行。
  - 8月27日 - 西側トイレを改修。
- 2011年（平成23年）2月9日 - 校庭南側に防球ネットを設置。
- 2015年（平成27年）3月 - 増築棟を落成。
- 2018年（平成30年）3月 - オーストラリアのビュート小学校と交流開始。
- 2019年（令和元年）5月 - 創立40周年記念航空写真撮影を実施。
- 2021年（令和3年）
  - 3月 - 体育館屋根および照明設備改修工事を実施。
  - 7月 - 空調設備を改修。

## 通学区域
出典：
- 上草柳（28-208番、234-373番、440-533番、535-545番、546番2号、547番2号、548番、586-779番、801-804番、805番1号、806番1号、807-811番、819-826番、831-836番、856番、859番、940-954番、957-969番、1007番、1009-1020番、1022-1026番、1029-1034番、1054-1056番、1066番、1073番、1078-1081番、1659-1808番、1866-1887番、1888番〈2号と3号のみ〉、1889番〈2号と3号のみ〉）
- 桜森1丁目（全域）
- 桜森2丁目（全域）
- 桜森3丁目（全域）
- 下草柳（1544-1546番、1563-1565番、1568-1575番）
  - これは、概ね引地川の西側、県道横浜・厚木線北側（40号線基地北側）、国道246号線バイパスの南側である。

## 進学先の中学校
公立中学校の場合。
- 大和市立光丘中学校（大和市大和南）

## アクセス
- 相模鉄道本線相模大塚駅（北口）から、徒歩約460m・約7分。
- 神奈川中央交通「海08」系統で、「扇野」停留所下車後、徒歩約300m・約5分。
  - ただし、運行は1日1往復[注 1]のみ。